# Marcia Warren
Marcia Warren (Watford, 26 novembre 1943) è un'attrice britannica, attiva in campo teatrale e televisivo.
La sua prolifica attività teatrale le ha valso due Laurence Olivier Award alla miglior attrice non protagonista: per Stepping Out nel 1984 e per Humblem Boy nel 2001.

## Filmografia parziale

### Cinema
- Insieme per caso (Unconditional Love), regia di P. J. Hogan (2002)
- Una proposta per dire sì (Leap Year), regia di Anand Tucker (2010)
- Absolutely Fabulous - Il film (Absolutely Fabulous: The Movie), regia di Mandie Fletcher (2016)
- Morto tra una settimana (o ti ridiamo i soldi) (Dead in a Week: Or Your Money Back), regia di Tom Edmunds (2017)

### Televisione
- Metropolitan Police – serie TV, 5 episodi (1991-2003)
- Keeping Up Appearances – serie TV, episodio 3x03 (1992)
- Casualty – serie TV, 3 episodi (1992-2015)
- Dangerfield – serie TV, 30 episodi (1996-1998)
- Doctors – soap opera, 3 puntate (2005-2011)
- L'ispettore Barnaby (Midsomer Murders) – serie TV, episodi 10x08-20x04 (2007-2018)
- Holby City – serie TV, episodio 13x41 (2011)
- New Tricks - Nuove tracce per vecchie volpi (New Tricks) – serie TV, episodio 8x03 (2011)
- Vicious – serie TV, 12 episodi (2012-2013)
- Padre Brown (Father Brown) – serie TV, episodio 2x03 (2014)
- Sherlock – serie TV, episodio 4x01 (2017)
- Inside No. 9 – serie TV, episodio 4x01 (2018)
- The Crown – serie TV, 16 episodi (2022-2023)